# Bahnhof Berlin Hackescher Markt
Der Bahnhof Hackescher Markt ist eine im Berliner Ortsteil Mitte des gleichnamigen Bezirks gelegene Station an der Stadtbahn. Der denkmalgeschützte Bau befindet sich unmittelbar am Hackeschen Markt und wird von den Zügen der Berliner S-Bahn bedient. Eröffnet wurde die Station im Jahr 1882 als Haltestelle Börse, 1951 wurde sie in Marx-Engels-Platz umbenannt. Seit 1992 trägt der S-Bahnhof seinen aktuellen Namen.

## Lage und Aufbau

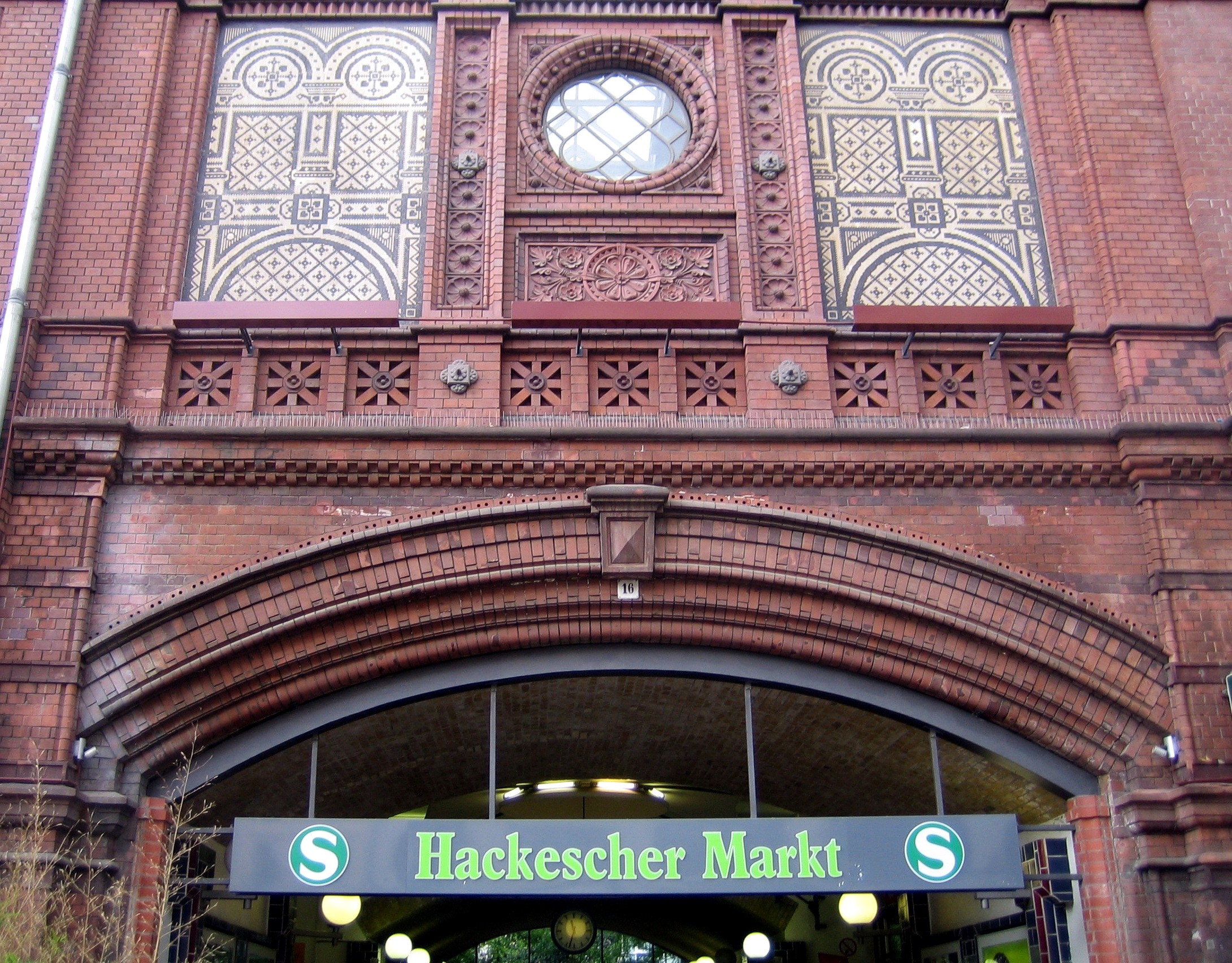
Rosetten und Ornamente an der Außenwand der Bahnsteighalle

Der Haltepunkt liegt am Streckenkilometer 2,9 der Berliner Stadtbahn zwischen den Bahnhöfen Alexanderplatz und Friedrichstraße. Der gemauerte Viadukt, auf dem die Strecke verläuft, wird im Bereich der Station vom Henriette-Herz-Platz im Süden und von den Straßen Neue Promenade und Am Zwirngraben im Norden eingefasst; der namensgebende Hackesche Markt befindet sich nördlich davon.
Die Station wurde im historisierenden Stil der italienischen Renaissance errichtet und verfügt über einen Mittelbahnsteig mit zwei Gleisen für die S-Bahn-Züge. Der 162 Meter lange Bahnsteig ist im östlichen Bereich auf einer Länge von 104 Metern mit einer Halle, der westliche Bahnsteigbereich von einer einstieligen Konstruktion überdacht. Die Hallenfassade besteht aus rotem Klinker und passt sich so dem gemauerten Stadtbahnviadukt an. Ornamente und Rosettenfenster verzieren diese. Das Hallendach ist eine hölzerne Konstruktion mit einem spitzen Oberlicht längs der Bahnsteigmitte. Das Ferngleispaar wird außen an der Südseite der Halle vorbeigeführt.
Die Treppenabgänge liegen an den Enden der Bahnsteighalle und führen unter den Viadukt zu den Ausgängen. Eine Aufzuganlage existiert am westlichen Zugang. Die Stadtbahnbögen unterhalb des Bahnhofs werden vorwiegend gastronomisch genutzt. In der Nähe dient ein Service Store der Deutschen Bahn seit 2011 als Verkaufsstelle von Fahrkarten.

## Geschichte
Die Station entstand in den Jahren 1880–1882 nach Plänen von Johannes Vollmer, der als Gewinner aus einem Architektenwettbewerb hervorging. Der Architekt war gleichzeitig mit dem Bau des Bahnhofs Friedrichstraße betraut. Die Haltestelle erhielt wegen ihrer Nähe zur Berliner Börse am Spreeufer die Bezeichnung Börse. Im ersten Baujahr wurde der Unterbau in Angriff genommen und nach Vollendung desselben das Hallendach aufgestellt; im Jahr darauf wurde die Station ausgebaut. Der Bau erwies sich dabei als verhältnismäßig kompliziert, da der Baugrund unter der alten Zwirnmühle und dem alten Zwirngaben (Teil des Königsgrabens) an dieser Stelle, oftmals unterschiedlich war. An einzelnen Pfeilern waren daher verschiedene Gründungsarten notwendig. Die Herkulesbrücke über den zugeschütteten Zwirngraben war nach Fertigstellung des Bahnhofs noch vorhanden und wurde erst 1890 abgebrochen.

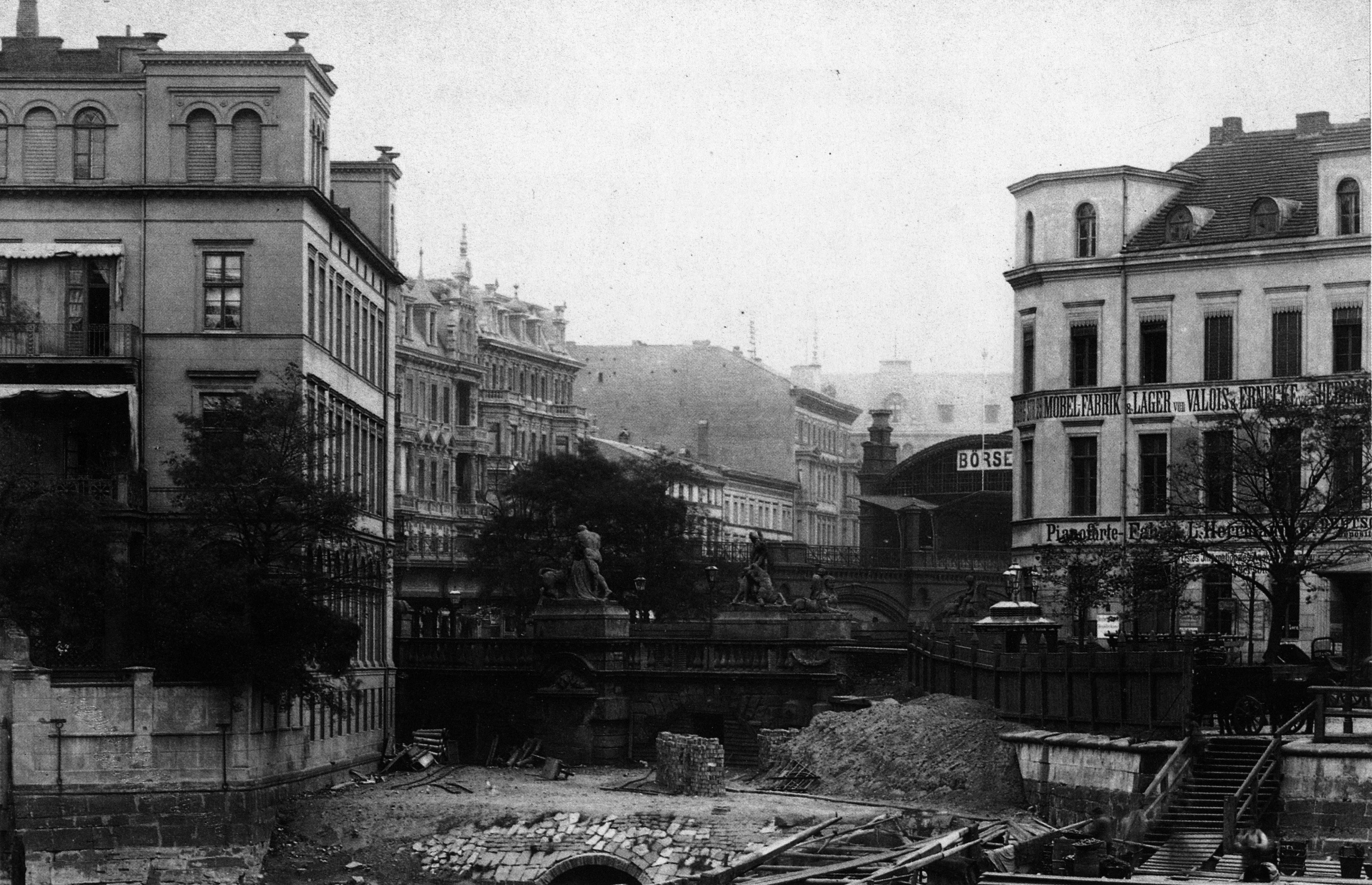
Haltestelle Börse im Eröffnungsjahr 1882 mit der alten Herkulesbrücke im Vordergrund

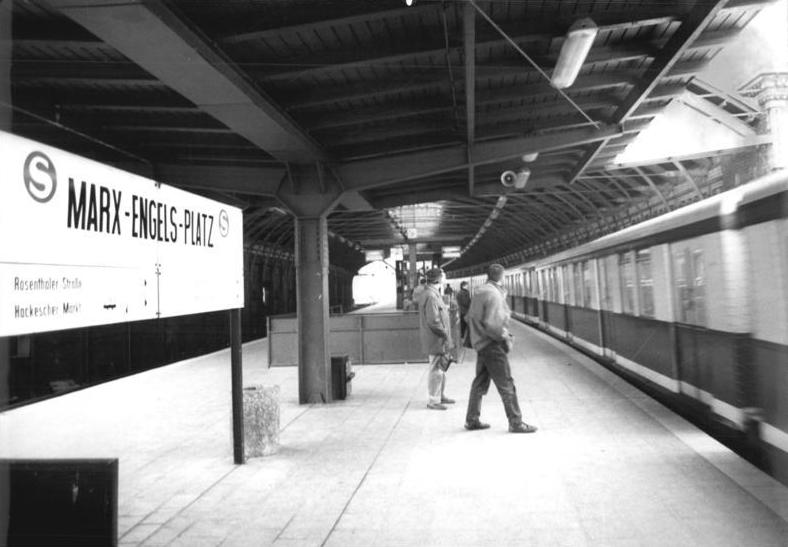
S-Bahnhof Marx-Engels-Platz nach der Sanierung 1991, Außenbereich

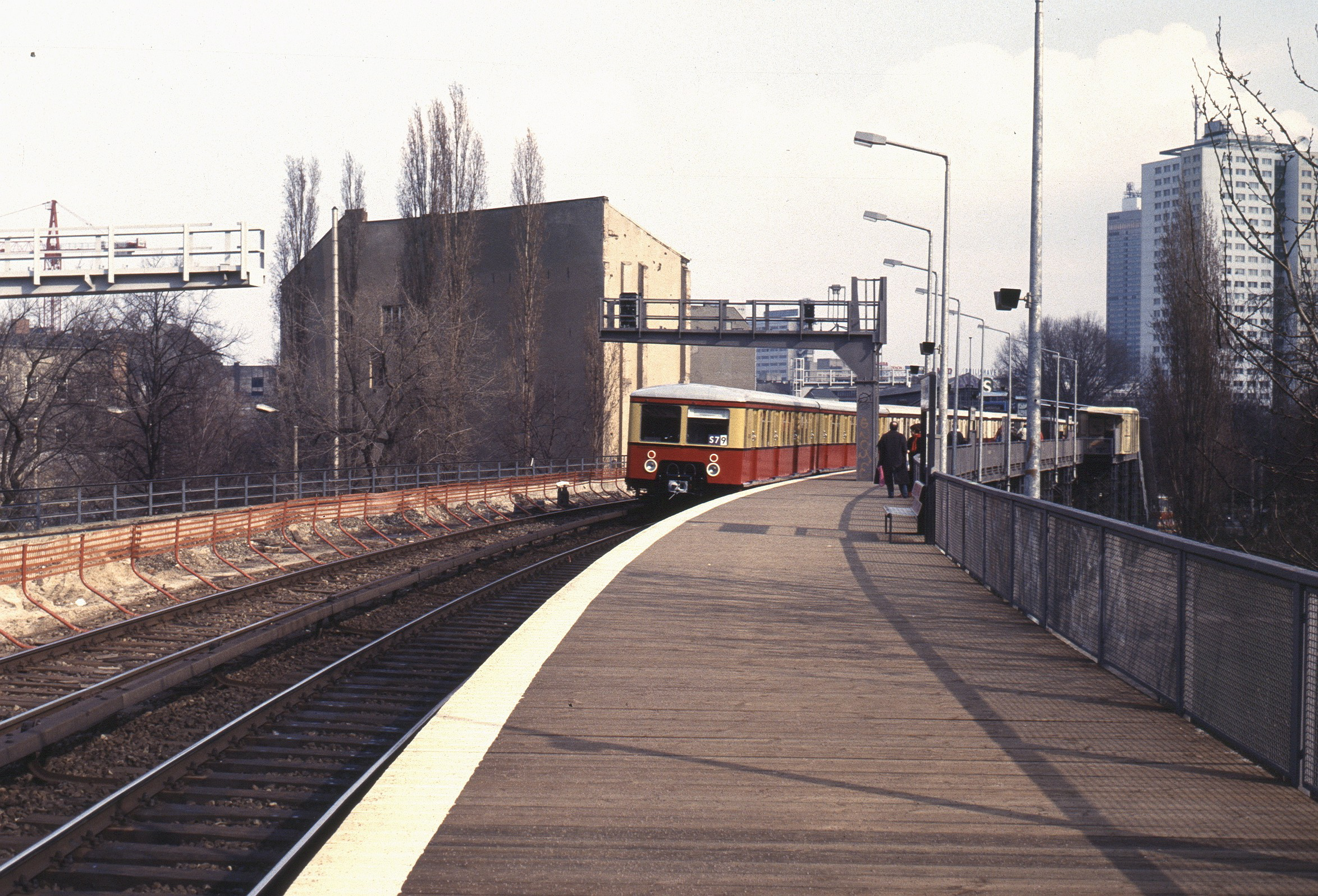
Behelfsbahnsteig westlich des Bahnhofs am Ferngleis Richtung Osten mit S-Bahn-Zug der Baureihe 276, 1995

Am 6. Februar 1882 wurden die Stadtgleise der Stadtbahn in Anwesenheit von Kaiser Wilhelm I. und des Ministers der öffentlichen Arbeiten Albert Maybach befahren und besichtigt, am Folgetag wurden diese mitsamt der Haltestelle Börse dem Betrieb übergeben. Die Ausstattung der nur dem Stadt- und Ringverkehr dienenden Stationen war weitgehend identisch: Es gab einen großen Abfahrtsflur nebst drei bis vier Fahrkartenschaltern, ein bis zwei Warteräume, zwei getrennte Abortanlagen, Büros und Betriebsräume für Personal und Geräte. Die Wartesäle wurden bald nach der Eröffnung durch Wartehallen auf dem Bahnsteig ersetzt.
Im März 1903 wurden in zwei Arbeitsschritten die Bahnsteige von 23 auf 76 Zentimeter über Schienenoberkante erhöht, um eine Verknüpfung der Vorortzüge mit den Stadt- und Ringbahnzügen zu ermöglichen.
Ursprünglich waren die Bahnsteighallen der Stadtbahnhöfe mit Wellblech abgedeckt. Der Einsatz von koksbefeuerten Lokomotiven führte zur Korrosion der Dächer, sodass die Abdeckung in den 1920er Jahren ausgetauscht werden musste. Der Bahnhof Börse erhielt eine Holzabdeckung. Zeitgleich begann eine umfangreiche Sanierung der Stadtbahnbögen und ihre Verstärkung, um so die stetig gestiegenen Achslasten auszuhalten. Ein kurzer Abschnitt zwischen Börse und der Spree blieb bei diesen Maßnahmen unberücksichtigt. Die Rauchbelastung sank kurz darauf mit der Elektrifizierung der Stadtbahn um ein Weiteres. Dem Einsatz der elektrischen Triebwagen ab dem 11. Juni 1928 waren weitere Ausbauten vorausgegangen, unter anderem die Verlängerung des Bahnsteigs nach Westen und seine Erhöhung auf nun 96 Zentimeter über Schienenoberkante. Nahe dem Bahnhof entstand ein Unterwerk. Die Umstellung auf elektrischen Betrieb zog sich etwa ein dreiviertel Jahr hin; im März 1929 verkehrten die letzten regulären Dampfzüge auf den Stadtgleisen.
Die ab 1937 erarbeiteten Pläne zur Umgestaltung Berlins in die „Welthauptstadt Germania“ sahen bei der Stadtbahn die Herausnahme des Fernverkehrs vor. Von den insgesamt vier Gleisen wäre das innere Gleispaar von der S-Bahn genutzt worden, während die äußeren Gleise einer Fern-S-Bahn gedient hätten. Abgesehen von den Gleisplänen liegen jedoch keine weiteren Daten zur Umgestaltung dieser Baumaßnahmen vor. Sie wurden nie in Angriff genommen. Stattdessen kam es zu mehreren Beschädigungen an der Stadtbahn und ihren Bahnhöfen. Der zum Ende des Zweiten Weltkriegs eingestellte Verkehr konnte nach notdürftiger Reparatur an der Strecke im November 1945 wiederaufgenommen werden. Die Anlagen des Unterwerks wurden im Sommer 1953 als Reparationsleistung für die Sowjetunion ausgebaut und abtransportiert.
Am 1. Mai 1951 wurde die Station in Marx-Engels-Platz umbenannt. Der Platz (heute: Schloßplatz) befand sich über 600 Meter Luftlinie entfernt auf der Spreeinsel. Er war kurz vorher in seiner damaligen Größe durch den Abriss des Berliner Schlosses entstanden. Die Halle erhielt kurze Zeit darauf eine rote Innenwandverkleidung.
Im Jahr 1974 wurde der S-Bahnhof in die Bezirksdenkmalliste eingetragen. 1986 wurde er aus Anlass des bevorstehenden 750-jährigen Stadtjubiläums denkmalgerecht saniert. Die rote Wandverkleidung wurde dabei wieder entfernt. Die Fassaden und Räume unterhalb der Station wurden in die Arbeiten mit einbezogen, die benötigten Formziegel wurden im Klinker- und Ziegelwerk Großräschen gebrannt. Die S-Bahn-Züge wurden während der Arbeiten teilweise über die Ferngleise an der Halle vorbeigeführt.

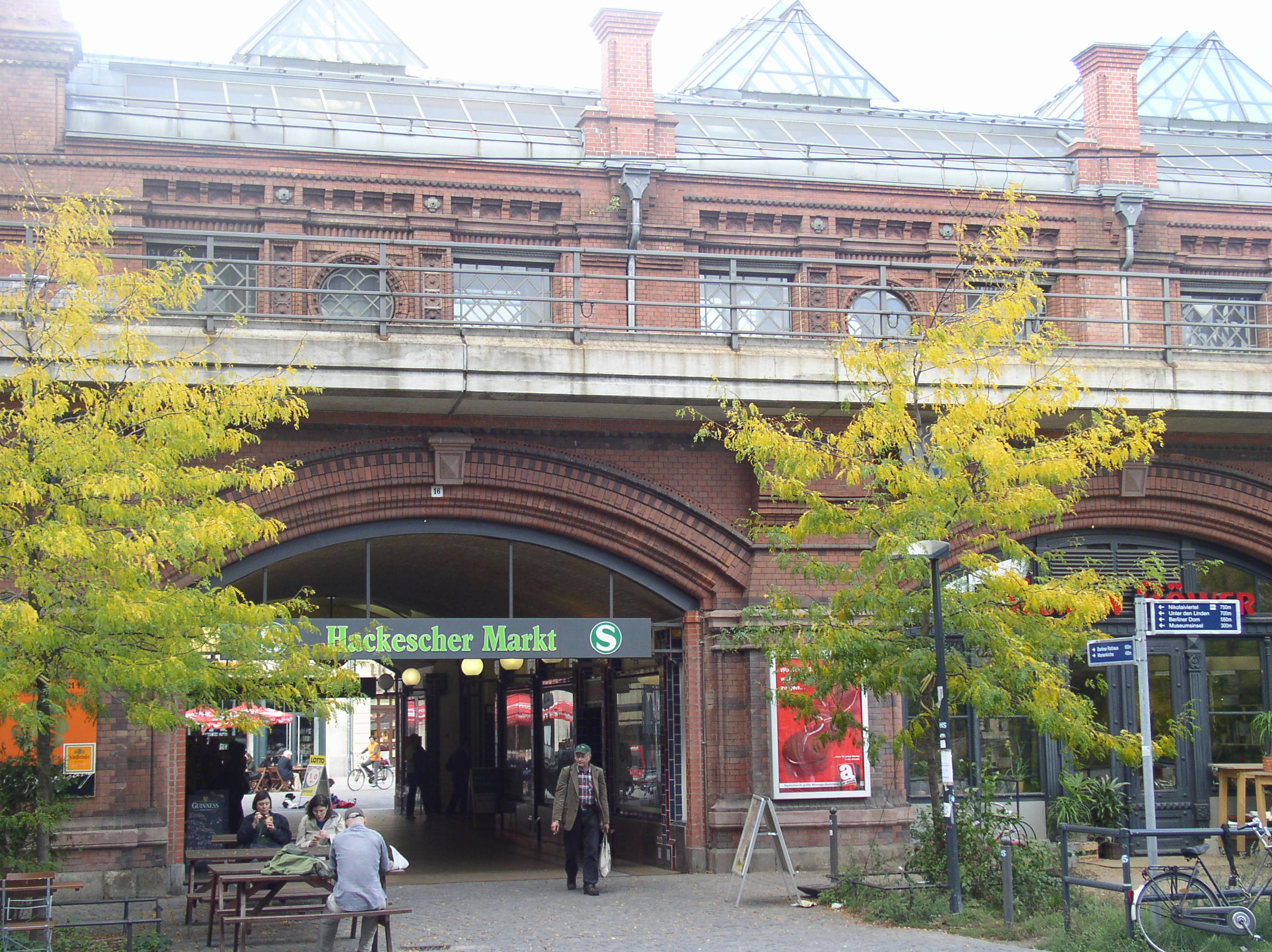
Westlicher Zugang, Südseite

Nach Abschluss der Restaurierungen wurde das fehlende Stück Viadukt zwischen S-Bahnhof und Spree umfangreich durch den VEB Brückenbau Dresden saniert. Hierbei wurden vorgefertigte Plastgleitkissen hydraulisch unter die Bögen gezogen und die Außenwände anschließend mit Betonsegmenten verblendet.

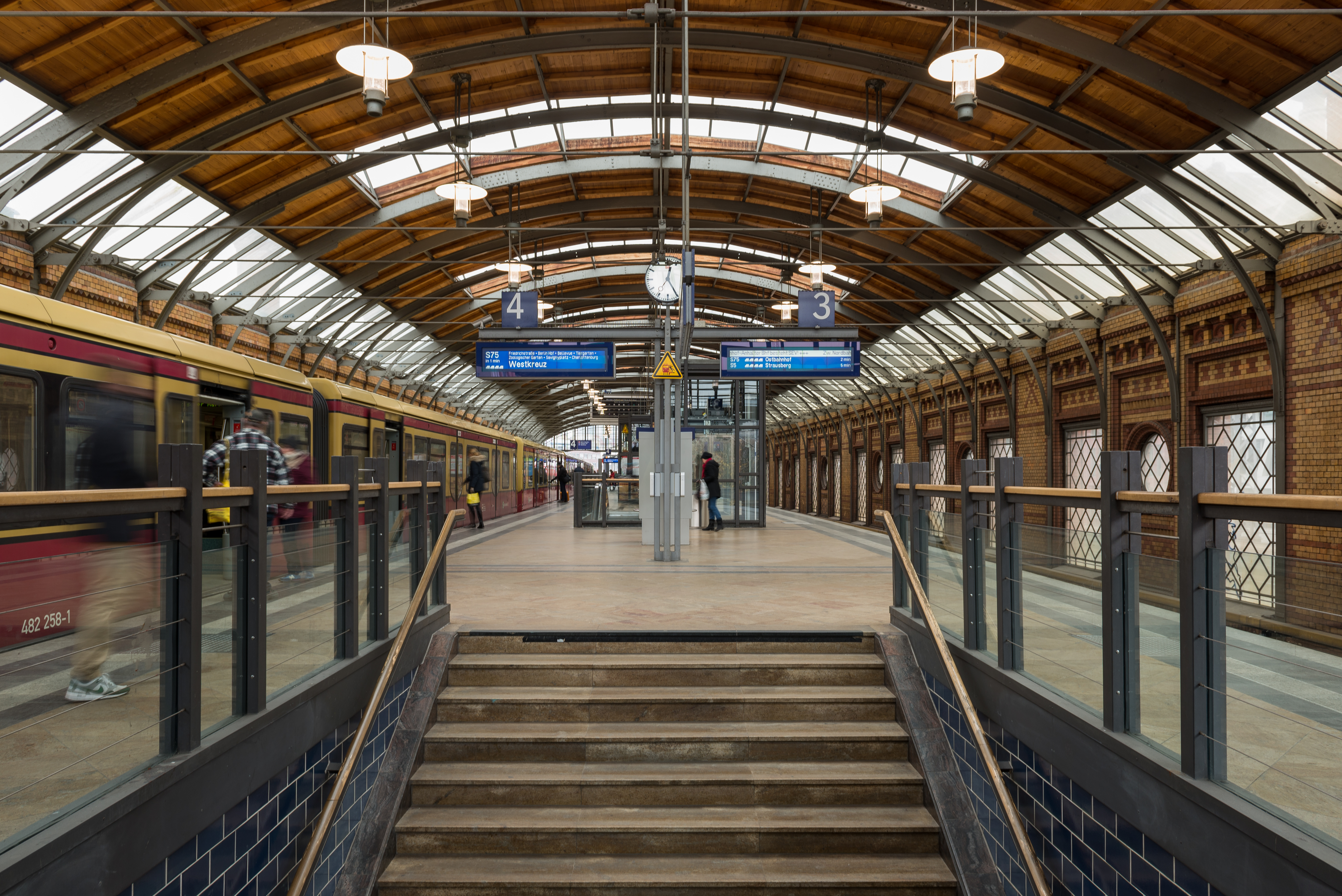
S-Bahnhof Hackescher Markt

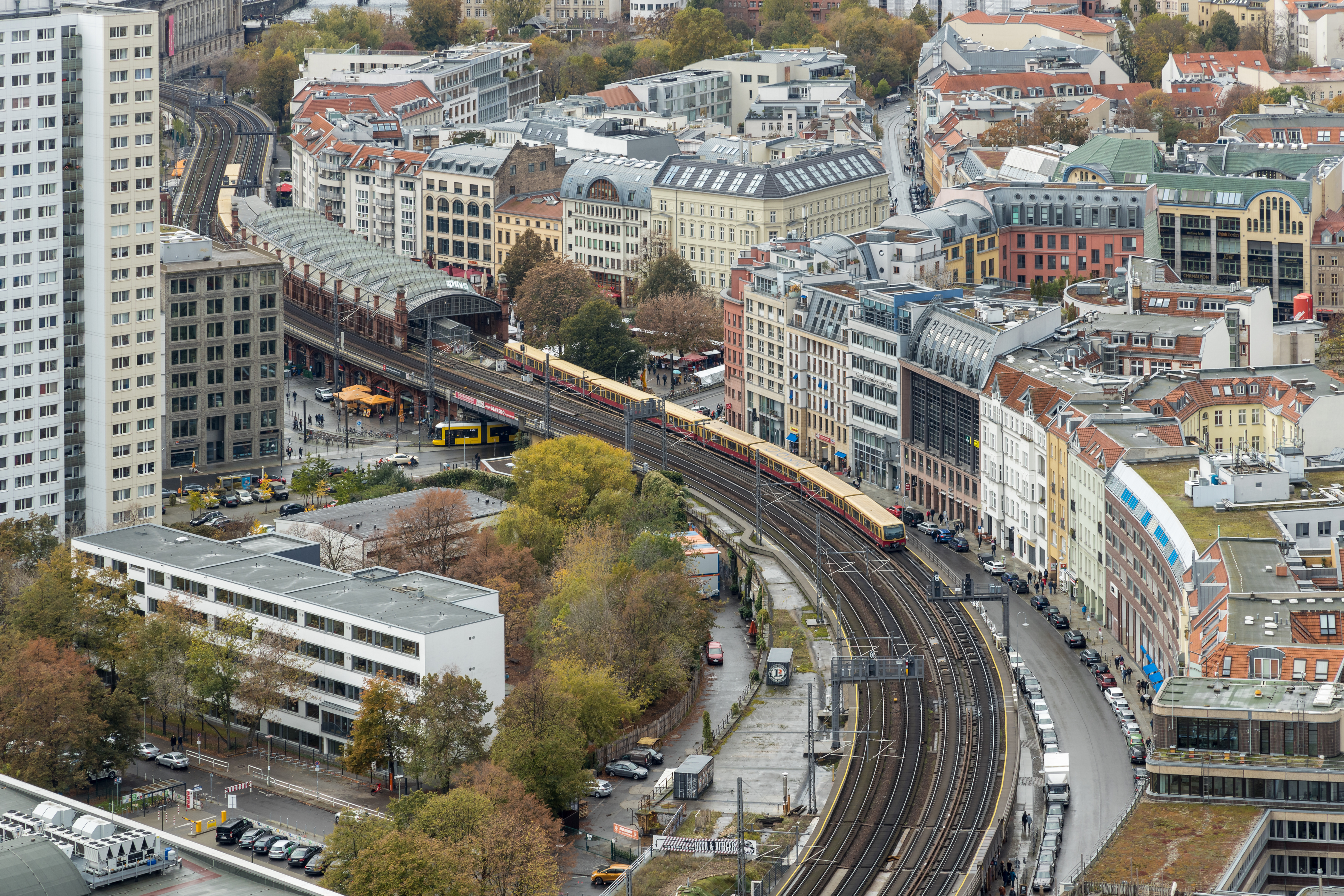
S-Bahn-Strecke und Bahnhof Hackescher Markt

Nach der politischen Wende kam es zur Diskussion über eine Umbenennung des S-Bahnhofs. Der bisherige Name war politisch motiviert und zudem unzutreffend, was die Lage betraf. Eine Arbeitsgruppe der Bezirksverordnetenversammlung (BVV) Berlin-Mitte entschied sich 1991 zur Rückbenennung in Börse, der Berliner Senat setzte sich allerdings mit einer Umbenennung in Hackescher Markt durch. Die Umbenennung wurde am 31. Mai 1992 wirksam. Die unmittelbar in der Nähe befindlichen Haltestellen der Straßenbahn trugen diesen Namen bereits, sodass die Umsteigebeziehung zwischen beiden Verkehrsmitteln nun auch besser zum Ausdruck kommen konnte.
Zwei Jahre nach der Umbenennung begann die Deutsche Bahn mit der umfangreichen Sanierung der Stadtbahn. Der verbliebene Fernverkehr wurde zeitweise eingestellt und die S-Bahn ab dem 17. Oktober 1994 auf die Ferngleise verlegt, Halte waren so nur an den eigentlichen Fernbahnhöfen möglich. Da der S-Bahnhof Hackescher Markt jedoch einen wichtigen Umsteigepunkt zwischen S-Bahn und der Straßenbahn darstellte, wurde nach Protesten der IGEB ein Behelfsbahnsteig für die Züge in Richtung Osten angelegt. Die Umbauarbeiten am S-Bahnhof selbst fielen vergleichsweise gering aus und betrafen vor allem die Erneuerung der Bahnsteige, den Einbau eines Blindenleitsystems und einer Aufzuganlage für den barrierefreien Zugang. Nach Abschluss der Arbeiten wurde die S-Bahn am 21. Oktober 1996 auf das ihr vorgesehene Gleispaar zurückgeschwenkt und der S-Bahnhof wieder regulär in beiden Fahrtrichtungen bedient.
Seit April 2015 erfolgt die Zugabfertigung durch den Triebfahrzeugführer mittels Führerraum-Monitor (ZAT-FM).

## Verkehrsanbindung
Der Halt wurde ab 1882 zunächst von den Stadt- und Ringbahnzügen bedient. Ab 1903 entstanden weitere Verbindungen in die östlichen, südöstlichen und westlichen Vororte, die 1930 zur Berliner S-Bahn zusammengefasst wurden. Die direkten Verbindungen von der Stadt- zur Ringbahn spielen mittlerweile keine Rolle mehr.
Der S-Bahnhof wird gegenwärtig von den Linien S3, S5, S7 und S9 der S-Bahn Berlin bedient, wodurch direkte Verbindungen nach Berlin-Spandau, Potsdam, Strausberg, Ahrensfelde, Erkner und zum Flughafen Berlin Brandenburg bestehen. Umsteigemöglichkeiten bestehen zu den Straßenbahnlinien M1, M4, M5 und M6.
| Linie | Verlauf | Takt in der HVZ |
| ----- | --- | --------------- |
|       | Spandau – Stresow – Pichelsberg – Olympiastadion – Heerstraße – Messe Süd – Westkreuz – Charlottenburg – Savignyplatz – Zoologischer Garten – Tiergarten – Bellevue – Hauptbahnhof – Friedrichstraße – Hackescher Markt – Alexanderplatz – Jannowitzbrücke – Ostbahnhof – Warschauer Straße – Ostkreuz – Rummelsburg – Betriebsbahnhof Rummelsburg – Karlshorst – Wuhlheide – Köpenick – Hirschgarten – Friedrichshagen – Rahnsdorf – Wilhelmshagen – Erkner \|\| 20 min                 |                 |
|       | Westkreuz – Charlottenburg – Savignyplatz – Zoologischer Garten – Tiergarten – Bellevue – Hauptbahnhof – Friedrichstraße – Hackescher Markt – Alexanderplatz – Jannowitzbrücke – Ostbahnhof – Warschauer Straße – Ostkreuz – Nöldnerplatz – Lichtenberg – Friedrichsfelde Ost – Biesdorf – Wuhletal – Kaulsdorf – Mahlsdorf – Birkenstein – Hoppegarten – Neuenhagen – Fredersdorf – Petershagen Nord – Strausberg – Hegermühle – Strausberg Stadt – Strausberg Nord \|\| 10 min         |                 |
|       | Potsdam Hauptbahnhof – Babelsberg – Griebnitzsee – Wannsee – Nikolassee – Grunewald – Westkreuz – Charlottenburg – Savignyplatz – Zoologischer Garten – Tiergarten – Bellevue – Hauptbahnhof – Friedrichstraße – Hackescher Markt – Alexanderplatz – Jannowitzbrücke – Ostbahnhof – Warschauer Straße – Ostkreuz – Nöldnerplatz – Lichtenberg – Friedrichsfelde Ost – Springpfuhl – Poelchaustraße – Marzahn – Raoul-Wallenberg-Straße – Mehrower Allee – Ahrensfelde \|\| 10 min        |                 |
|       | Spandau – Stresow – Pichelsberg – Olympiastadion – Heerstraße – Messe Süd – Westkreuz – Charlottenburg – Savignyplatz – Zoologischer Garten – Tiergarten – Bellevue – Hauptbahnhof – Friedrichstraße – Hackescher Markt – Alexanderplatz – Jannowitzbrücke – Ostbahnhof – Warschauer Straße – Treptower Park – Plänterwald – Baumschulenweg – Schöneweide – Johannisthal – Adlershof – Altglienicke – Grünbergallee – Schönefeld (bei Berlin) – Waßmannsdorf – Flughafen BER \|\| 20 min |                 |